# 1190
Cette page concerne l'année 1190  du calendrier julien. Pour l'année 1190 av. J.-C., voir 1190 av. J.-C.
L'année 1190 est une année commune qui commence un lundi.

## Événements

### Asie
- Temüjin, sur la proposition d’Altan-otchigin[1] et de Setche-beki est élu khan des Mongols (fin en 1227). Il impose son autorité à l’ensemble des tribus mongoles et en fait, par l’adoption d’une nouvelle tactique, une redoutable puissance militaire. Il fonde l’ordre des darkhans (forgerons), chevaliers exemptés d’impôts et jouissant de l’impunité pour leurs neuf premiers délits. Il organise les Mongols selon le système décimal déjà en usage chez les Xiongnu, dont l’unité suprême est le tumen (dix régiments, soit 10 000 soldats). Il organise sa garde personnelle (kechiktens)[2].
- Année présumée de l'éboulement du sommet de l'Annapurna IV. Cet éboulement de 23 km3 de roche dans la vallée de l'actuelle Kali Gandaki suggère que ce sommet dépassait auparavant largement les 8 000 m.

### Proche-Orient
- 14 février : Isaac II Ange doit signer la paix avec Frédéric Barberousse et assurer le passage de son armée jusqu’à Philadelphie, en Asie mineure[3].
- 22-28 mars : l’armée de Frédéric Barberousse passe les Dardanelles à Gallipoli[3].
- 11 avril, Tyr : Conrad de Montferrat accorde des privilèges commerciaux aux Génois[3].
- 18 mai : Frédéric Barberousse force les portes de Konya[4], la capitale des Saljûqides de Rum. Il bat leur armée à la bataille d'Iconium avant d’envoyer des émissaires à Antioche pour annoncer sa venue. Les Arméniens du sud de l’Anatolie s’en alarment. Leur clergé envoie une ambassade à Saladin pour lui supplier de les protéger contre les Francs (7 juin)[3].

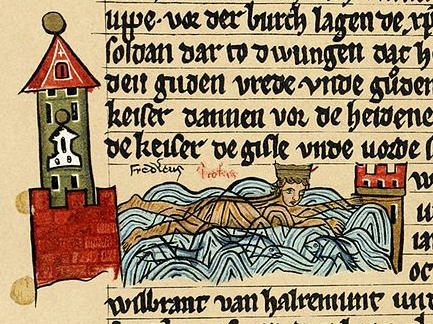
10 juin : mort de Frédéric Barberousse.

- 10 juin : Frédéric Barberousse se noie dans le Selef, au pied du Taurus (Cilicie)[3]. Ses troupes se dispersent. Quelques centaines de chevaliers seulement participent avec Frédéric de Souabe au siège d’Acre, qu’ils atteignent le 7 octobre[5].
- 19 décembre : les quarante premiers chevaliers de l’ordre Teutonique sont ordonnés par le patriarche de Jérusalem pendant le siège de Saint-Jean-d’Acre[6].
- Philippe de Dreux, évêque de Beauvais, est fait prisonnier à Bagdad, puis libéré contre rançon[7].

### Europe
- Janvier[8] : Tancrède de Lecce parvient à se faire couronner roi de Sicile à Palerme au début de l'année (fin en 1194).
- 26 janvier : traité de paix conclu entre Raimond V de Toulouse et Alphonse d'Aragon à Tarascon, dans l'île de Jarnègues. Alphonse II reconnaît implicitement les droits du comte de Toulouse la forteresse d'Albaron et le comté de Melgueil. En contrepartie, le roi d'Aragon garde ses conquêtes dans le diocèse de Rodez et le Gévaudan. Cette trêve marque la fin de la grande guerre méridionale[9].
- 6 février, Angleterre : tous les Juifs de Norwich, accusés de meurtre rituel à la suite de la mort de Guillaume en 1144, sont massacrés à l’exception de quelques-uns qui trouvent refuge dans le château[10].
- 15 mars : Isabelle de Hainaut meurt en couches après avoir donné trois enfants à Philippe Auguste, dont Louis, (père du futur Saint-Louis)[11]. L’Artois, apporté en dot par Isabelle de Hainaut, passe dans le domaine royal français.
- 16 mars : un groupe de croisés attaque la communauté juive de York. Les Juifs se réfugient dans le château royal puis se suicident tous[12].
- 10 juin : début du règne d’Henri VI, empereur romain germanique (fin en 1197)[13]. Il exige un serment de vassalité des rois d’Occident.
- 24 juin[14] : Philippe Auguste prend l’oriflamme à Saint-Denis. Avant son départ, il rédige une ordonnance-testament, appelée ordonnance de 1190.

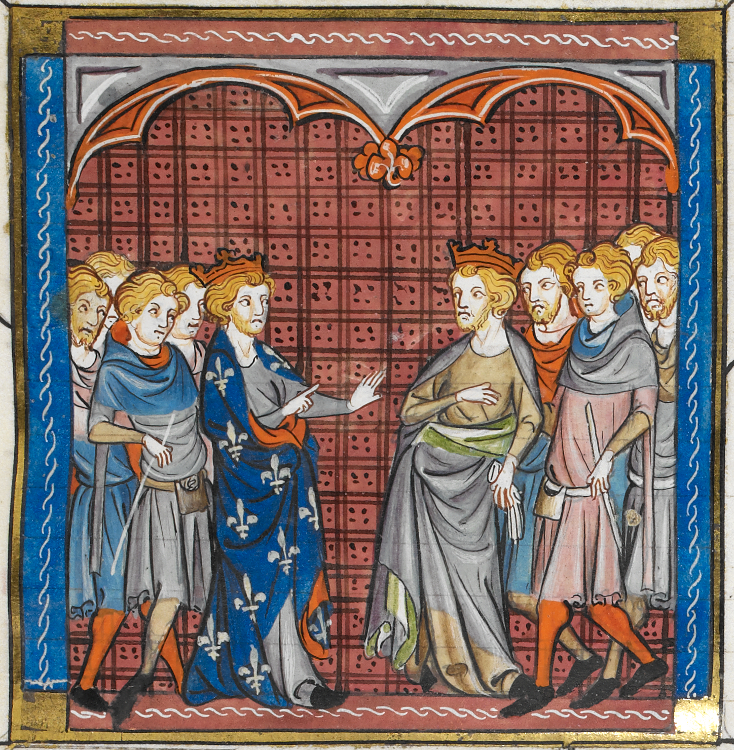
Rencontre entre Tancrède de Lecce et Philippe Auguste à Messine.

- 4 juillet : départ de Vézelay de Philippe Auguste, Richard Cœur de Lion pour la troisième croisade[15]. Retardés par un conflit, ils quittent Vézelay pour Gênes et Marseille et hivernent en Sicile.
- 23 septembre : arrivée de Richard Cœur de Lion à Messine en Sicile où il rejoint Philippe Auguste, arrivé le 16[16]. Les deux hommes se brouillent quand Richard refuse d’épouser la sœur du roi de France, Alix.
- 4 octobre : Richard Cœur de Lion s’empare de Messine révoltée contre la présence des armées croisées. La ville est pillée et brûlée[17].
- Novembre :
  - L’empereur Henri VI passe en Italie pour soutenir les droits menacés de son épouse Constance de Hauteville sur le royaume de Sicile. L’année suivante, il envahit l’Italie du sud (1191-1194)[18].
  - Richard Cœur de Lion et Tancrède de Lecce signent un traité avec la médiation de Philippe Auguste. Richard reconnait Tancrède comme roi de Sicile. Le roi de Sicile dédommage Richard de la dot de sa sœur Jeanne, veuve du roi Guillaume II de Sicile. Richard proclame son neveu Arthur de Bretagne son héritier et un mariage est projeté entre celui-ci et la fille de Tancrède, qui avance la dot à Richard[19].
- Le prince serbe Stefan Nemanja est battu sur la Morava par l'empereur byzantin Isaac II Ange. Il doit signer un traité par lequel il s'engage à restituer ses dernières conquêtes mais qui lui garantit son autonomie sur le territoire entre la Morava et le littoral de l'Adriatique, incluant la Rascie, la Dioclée, le Kosovo et la Métochie[20].
- Institution de la podestatie à Gênes[21] et à Pise[22].
- Canonisation de Léonce de Rostov (Russie), victime d’une révolte païenne en 1076, par son lointain successeur Jean[23].
- Interdiction de cumuler les fonctions de godhi (chef de district) et de prêtre chrétien en Islande[24]. L’évêque Thorlákr se heurte au godhordhsmadhr Jón Loftsson, qui refuse de se défaire de ses biens d’Église. Ce dernier a gain de cause grâce à l’appui du peuple. La réforme favorise le regroupement des godhordh dans les mains des grandes familles, qui recrutent de nombreux clients (thingmenn) et peuvent exercer leur pression sur les débats de l’Althing.
- Philippe Auguste, roi de France, accorde des statuts à la « Corporation des gantiers-parfumeurs » de Paris[25].